# Parque nacional de Tham Pha Thai
El Parque nacional de Tham Pha Thai es un área protegida del norte de Tailandia, en la provincia de Lampang. Se extiende por una superficie de 1.214 kilómetros cuadrados. Fue declarado en el año 1991.
Ofrece vistas espectaculares de cascadas y cuevas, incluidos restos arqueológicos como las pinturas históricas en Ban Pak Huai Hok. El pico más alto es el Doi Kio Lom, con una altura de 1.202 m s. n. m.